# Clive Dunn
Clive Dunn, född 9 januari 1920 i Brixton i London, död 6 november 2012 i Faro på Algarvekusten i Portugal, var en brittisk skådespelare.
Sedan början av 1960-talet har han spelat gamla gubbar i olika brittiska tv-serier. Han är mest känd för sin roll som korpral Jones i tv-serien Krutgubbar (Dad's Army) 1968–1977, som även var mycket populär i Sverige.
Han sjöng 1970 in låten Grandad som låg högt på de brittiska hitlistorna.

## Filmografi
- 1961 – Nu tar vi monstret
- 1962 – Den vilda ladyn
- 1962 – I begärligaste laget
- 1967 – Just Like a Woman
- 1968–1977 – Krutgubbar (TV-serie)